# Palacio del Duque de Veragua
El palacio del duque de Veragua es un edificio ubicado en la calle de San Mateo, en Madrid (España).

## Historia
Fue levantado en el reinado de Isabel II por el arquitecto Matías Laviña Blasco en la segunda mitad del siglo XIX para servir de residencia a los duques de Veragua. Junto con el palacio del Duque de Granada de Ega, son las dos únicas obras que se conservan de este arquitecto en Madrid. Tras las obras de construcción iniciales, sufrió dos remodelaciones: una del mismo arquitecto y otra de Luis Martín y Menéndez.

## Descripción
Este edificio consta de dos fachadas: una a la calle de la Beneficencia y otra a la calle San Mateo. Originariamente tenía dos plantas y, en la fachada que da a la calle San Mateo, tenía un templete en su parte central, que no gustó a los propietarios del palacio a la finalización de las obras, por lo que obligaron al arquitecto a igualarlo con la elevación de un tercer piso.